# Systementwicklung
Die Systementwicklung kann in Anlehnung an die Entwicklung biologischer Systeme unter zwei Gesichtspunkten betrachtet werden:
1. Ontogenese
  1. Das Zusammensetzen, die Montage des Systems aus seinen Bestandteilen. Dies kann streng nach einem vorgegebenen Plan erfolgen oder unter bestimmten Voraussetzungen durch Selbstorganisation. Biologische Systeme sind eine Mischform, da einerseits die DNA Baupläne für einzelne Proteine enthält, andererseits viele Strukturen (Beispiel Gehirn, Knochenbälkchen) auch durch Selbstorganisation entstehen.
  2. Wachstum – Zunahme oder Abnahme der Zahl der Elemente und/oder der Verknüpfungen zwischen den Elementen (Beispiel: Internet).
  3. Vermehrung – Erzeugung von Kopien eines Systems. Dies ist Voraussetzung für Variation und Entwicklung (Evolution) eines Systems. Autopoiese ist zurzeit nur bei Lebewesen möglich.
2. Phylogenese: Entwurf und Veränderung von Systemen, die dazu führen, dass sie den Erfordernissen besser angepasst sind oder neuen Erfordernissen gerecht werden (Beispiel: Entwicklung der verschiedenen Versionen eines Betriebssystems bei Computern).

## Ontogenese von Systemen

### Montage nach Plan
In der Technik erfolgt die Montage von Systemen nach vorgegebenen Plänen. Es entstehen Systeme mit genau definierten Eigenschaften. Bei Materialabnutzung werden einzelne Komponenten ersetzt oder das System wird wieder abgebaut und durch ein neues, baugleiches ersetzt.

### Selbstorganisation
Beispiele:
- Salzkristall – Theoretisch unendliches Wachstum möglich
- Sandhaufen – nur bis zu einem bestimmten Flankenwinkel möglich
- Neuronales Netzwerk: Elementzahl und Verknüpfungsdichte konstant, aber Verknüpfungsstärke variabel

### Phasen der Ontogenese
Die folgenden Phasen sind in erster Linie charakteristisch für Lebewesen und andere biologische Systeme (zum Beispiel Ökosysteme), d. h. offene, autopoietische, adaptive, dynamische und (bis zu gewissen Grenzen) robuste Systeme. 
- Aufbauphase: Zusammenbringen von Einheiten bzw. Einleiten eines sich selbst organisierenden Ablagerungsprozesses nach einem Plan. Starke strukturelle Änderungen, hoher Materieumsatz. Keine Autonomie, kein Gedächtnis. Bildung von Wirkungsverbindungen. Spezielle interne und/oder externe Einrichtungen, die speziell diese Phase unterstützen. Keine Schutzsysteme.
- Entwicklungsphase: Immer noch starke strukturelle Änderungen. Lernen; Entstehung eines Gedächtnisses. Keine Stabilität.
- Reife-, Autonomiephase: Relative Autonomie erreicht. Stabilität in Form und Funktion. Ausgebildete Funktionen. Selbsterneuerung. Weiteres hinzufügendes Lernen.
- Alterungsphase: Autonomie schwindet. Abbau von Funktionen, von Wirkungszusammenhängen. Abkopplung aus übergeordneten Systemen.
- Abbauphase: Keine Autonomie mehr. Beenden von Rückkopplungsvorgängen. Beendung der selbst erhaltenden Funktion. Auflösung der Struktur. Zerfall und Abtransport der Materie.

## Typogenese von Systemen
In der Technik erfolgt die Entwicklung eines Systems zielgerichtet auf einen bestimmten Zweck hin. Deshalb wird ein Systementwickler in der Regel die Methodik der Problemanalyse und der Problemlösung anwenden. Biologische Systeme entwickeln sich dagegen nicht zielgerichtet, sondern zufalls- und umweltgesteuert.
In der Regel erfolgt die Entwicklung von Systemen vom Einfachen zum Komplexen (Beispiel: Kutsche – Auto, Einzeller – Vielzeller)
- durch Vermehrung und unterschiedliche Veränderung bestehender Elemente, so dass neue Funktionen und Wirkungen entstehen;
- durch Integration einzelner externer Systeme (Beispiel: Einführung des aus Mühlen bekannten Getriebes in das Auto);
- durch Integration verschiedener Systeme zu einem neuen Supersystem (siehe Endosymbiontenhypothese).